# Santa Eulàlia del Castell de Serrallonga
Santa Eulàlia del Castell de Serrallonga era la capella particular del Castell de Serrallonga, en el terme nord-català de Serrallonga, a la comarca del Vallespir (Catalunya del Nord).
Està situada a prop al sud-est de Serrallonga, 
Les seves restes, molt desfetes, deixen veure pocs elements de la seva estructura.